# Cladius
Cladius is een geslacht van  echte bladwespen (familie Tenthredinidae).

## Soorten
- C. aeneus Zaddach, 1859
- C. brullei (Dahlbom, 1835)
- C. grandis (Serville, 1823)
- C. hyalopterus (Jakovlev, 1891)
- C. nubilus (Konow, 1897)
- C. palmicornis Konow, 1892
- C. pallipes Serville, 1823
- C. pectinicornis (Geoffroy, 1785)
- C. pilicornis Curtis, 1833
- C. rufipes Serville, 1823
- C. ulmi (Linnaeus, 1758)